# Pierre Trouillard (calviniste, 1620)
Pour les articles homonymes, voir Pierre Trouillard (calviniste, 1646), Pierre Trouillard et Trouillard.
Pierre Trouillard ou Trouillart, calviniste français, né à Sedan, vers 1620, fut d'abord pasteur à La Ferté-Vidame, puis en 1671 dans sa ville natale, où il est mort en 1677.

## Éléments biographiques
Pierre Trouillard est le père du pasteur calviniste homonyme Pierre Trouillard (1646-1701).

## Principales publications
- Douze arguments contre la transsubstantiation, Charenton, chez Olivier de Varennes, 1657, in-12, il est publié avec la réfutation des réponses du sieur Quideboeuf.
- Traité de l'Eglise fondée en la Parole de Dieu, opposée à l’Église sans fondement : où est monstré que la doctrine des Protestans est fondée sur l’Écriture, et que celle de Rome n'a aucun fondement certain et assuré, ..., ibid., 1659, in-8°
- De l'état des âmes des fidèles après la mort, Sedan, chez Jean Jannon, 1650, in-8° [2],[3].
- Deux sermons pour le jeune, Sedan, 1667[4].

## Source
- Jean-Baptiste-Joseph Boulliot, Biographie ardennaise ou Histoire des Ardennais qui se sont fait remarquer par leurs écrits, leurs actions, leurs vertus et leurs erreurs, vol. 2, Paris, 1830, p. 475-476
- « Pierre Trouillard (calviniste, 1620) », dans Louis-Gabriel Michaud, Biographie universelle ancienne et moderne : histoire par ordre alphabétique de la vie publique et privée de tous les hommes avec la collaboration de plus de 300 savants et littérateurs français ou étrangers, 2e édition, 1843-1865 [détail de l’édition]